# Stagger Lee
Stagger Lee, eigentlich Lee Shelton (* 16. März 1865; † 11. März 1912, auch Stagolee, Stackerlee, Stack O’Lee oder Stack-a-Lee) war ein schwarzer Kutscher und Zuhälter in St. Louis, der seinen Freund William „Billy“ Lyons am Heiligen Abend 1895 tötete. Shelton wurde gefasst, des Mordes angeklagt und zu einer Gefängnisstrafe verurteilt.
Durch den Mord, der in einem Blues aufgearbeitet und in etlichen unterschiedlichen Versionen und inhaltlichen Varianten von einer Reihe von Künstlern interpretiert wurde, wurde Stagger Lee weltbekannt. Er symbolisiert bis heute das Stereotyp des kaltherzigen schwarzen Mörders.
Der Spitzname „Stagger“ bedeutet Torkeln.

## Leben
Lee Shelton wurde 1865 geboren und lebte in St. Louis. Er verdiente seinen Lebensunterhalt als Zuhälter und Kutscher und war Mitglied der Macks, einer Zuhältergruppe in der Stadt. Über sein Leben bis zu dem Mordfall ist nur wenig bekannt.
Am 24. Dezember 1895 tötete Lee Shelton seinen Freund William „Billy“ Lyons in einem Saloon nach einem Streit über Politik, bei dem ihm dieser den Hut vom Kopf riss. Shelton schoss ihm in den Bauch und verließ den Saloon. Lyons starb später an seinen Verletzungen. In den Folgetagen erschien im St. Louis Globe Democrat eine Schilderung des Mordfalls:

“William Lyons, 25, a levee hand, was shot in the abdomen yesterday evening at 10 o’clock in the saloon of Bill Curtis, at Eleventh and Morgan Streets, by Lee Shelton, a carriage driver. Lyons and Shelton were friends and were talking together. Both parties, it seems, had been drinking and were feeling in exuberant spirits. The discussion drifted to politics, and an argument was started, the conclusion of which was that Lyons snatched Shelton’s hat from his head. The latter indignantly demanded its return. Lyons refused, and Shelton withdrew his revolver and shot Lyons in the abdomen. When his victim fell to the floor Shelton took his hat from the hand of the wounded man and coolly walked away. He was subsequently arrested and locked up at the Chestnut Street Station. Lyons was taken to the Dispensary, where his wounds were pronounced serious. Lee Shelton is also known as ‘Stagger’ Lee.”

„William Lyons, 25, ein Deicharbeiter, wurde gestern Abend um 22:00 Uhr im Saloon von Bill Curtis, Ecke Eleventh Street und Morgan Street, von Lee Shelton, einem Kutscher, in den Bauch geschossen. Lyons und Shelton waren Freunde und unterhielten sich. Beide, so scheint es, hatten getrunken und waren bester Stimmung. Das Gespräch wechselte auf das Thema Politik und ein Streit brach aus, der damit endete, dass Lyons Sheltons Hut von dessen Kopf riss. Letzterer forderte empört dessen Rückgabe. Lyons weigerte sich und Shelton zog seinen Revolver und schoss Lyons in den Bauch. Als sein Opfer zu Boden fiel, nahm Shelton seinen Hut aus der Hand des verletzten Mannes und ging seelenruhig davon. Später wurde er festgenommen und in der Chestnut Street Station inhaftiert. Lyons wurde ins Krankenhaus gebracht, wo seine Wunden als ernst beurteilt wurden. Lee Shelton ist auch bekannt als ‚Stagger‘ Lee.“

Shelton wurde verhaftet, des Mordes angeklagt und zu einer Gefängnisstrafe verurteilt. 1912 starb er im Gefängnis an Tuberkulose, er wurde auf dem Greenwood Cemetery in St. Louis begraben.

## Musikalische Rezeption
Die Geschichte um den Mord an Lyons durch Stagger Lee wurde in etlichen Versionen musikalisch aufgegriffen. Die darin verwendeten Geschichten basieren jedoch nur teilweise auf den nachweisbaren Fakten und wurden mit Mythen um den „bad man Stack O’ Lee“ verwoben, der zum Prototyp des kaltherzigen, schwarzen Mörders in der Blues-Musik wurde.
Die ersten Versionen des Songs kursierten wahrscheinlich bereits direkt nach dem Ereignis 1895, Lawrence Levine schrieb dazu: „Charles Hatter of Coahoma County, Mississippi, remembered first singing of Stagolee’s exploits in 1895, while Will Starks, also a resident of the Mississippi Delta, initially heard the Stagolee saga in 1897 from a man who had learned it in the labor camps of St. Louis.“
Eine frühe Aufnahme des Original Stack O’Lee Blues von Long Cleeve Reed & Little Harvey Hull-Down Home Boys erschien im Jahr 1927.

### Mississippi John Hurt
Als erste bekanntere Bluesversion gilt die Aufnahme Stack O’ Lee von Mississippi John Hurt von 1928, die als Grundlage für die Bekanntheit der Geschichte und für spätere Versionen angesehen wird. 
In den 1960er Jahren wurde der Blues gemeinsam mit der Folk-Musik in den USA populär, wodurch es auch zu einem erneuten Erfolg für Mississippi John Hurt und seine Stagger-Lee-Fassung kam, die auch von Taj Mahal aufgegriffen und 1969 in dessen Album Giant Step gecovert wurde. Viele weitere Cover-Versionen folgten bis hin zur Aufnahme des Musikers Beck aus dem Jahr 2001.

### Tennessee Ernie Ford
Am 24. Oktober 1950 nahm Tennessee Ernie Ford Stack-O-Lee nach einem Arrangement von Louis Busch für Capitol Records auf. Der Titel erschien im Januar 1951 als Rückseite von Tailor Made Woman und erreichte Position 30 der US-Charts.

### Lloyd Price
Am 11. September 1958 nahm Lloyd Price den Song in einer neuen Fassung als B-Seite in den New Yorker Bell Sound Recording Studios auf, die bei den Radio-DJs sehr gut ankam und gut verkauft wurde. Eine Neuaufnahme im Jahr 1959 machte den Song zu einem Nummer-eins-Hit der Billboard-Charts und einem Welthit; für die Show des Showmasters Dick Clark wurde der Mord allerdings auf dessen Drängen gegen einen Streit um eine Frau ausgetauscht, nach dem sich die beiden Protagonisten wieder versöhnen.
Price’ Version der Geschichte wurde von zahlreichen bekannten Musikern gecovert, darunter die Isley Brothers, Wilson Pickett, Wilbert Harrison, Professor Longhair, Neil Diamond, Ike & Tina Turner und Huey Lewis & The News. Sie ist heute entsprechend die bekannteste und am häufigsten aufgenommene Version der Geschichte.

### Andere Fassungen
Die Band Grateful Dead griff die Story auf und Robert Hunter schrieb eine Version der Geschichte auf der Basis der traditionellen Story für ihr Album Shakedown Street, das 1978 erschien.
Auch The Clash nutzten die Geschichte, indem sie sie in ihre Ska-Version von Wrong 'Em Boyo, einem Coversong der Band The Rulers, einbauten; in dieser Version wird der Mord darüber gerechtfertigt, dass Billie Stagger Lee beim Würfelspiel betrügt.
Eine moderne Version des Stagger-Lee-Motivs wurde von Nick Cave and the Bad Seeds aufgenommen. Nick Cave veröffentlichte seine Fassung auf seinem Album Murder Ballads im Jahr 1996 – textlich sehr frei mit deutlichen homoerotischen Bezügen (I’ll crawl over fifty good pussies just to get to one fat boy’s assholes und you better get down on your knees and suck my dick). In seiner Textfassung tötet Stagger Lee erst den Barkeeper, bändelt anschließend mit der Prostituierten Nellie Brown an und erschießt zum Ende deren Mann Billie Dillie.
Eine Version im Stil des Rock-Soul stammt von Ike Turner, mit Tina Turner als Sängerin.
Die Hardcoreband Modern Life Is War veröffentlichte auf ihrem Album Midnight in America ebenfalls einen Song unter dem Namen Stagger Lee, der sich dem Thema widmet.